# Vlag van Rogaland

Vlag van Rogaland

De vlag van Rogaland is op 11 januari 1974 officieel ingesteld als de provincievlag van de Noorse provincie Rogaland. De vlag toont een witte kruis in een blauw veld. Het ontwerp is gebaseerd op een stenen monument dat werd opgericht ter nagedachtenis aan een plaatselijke notabele, Erling Skjalgson, die in 1028 stierf (het stenen kruis wordt bewaard in het Stavanger Museum).
De vlag toont hetzelfde beeld als het gemeentewapen.

## Verwante afbeeldingen

Wapen van Rogaland